# Егнаров, Владимир Степанович
Владимир Степанович Егнаров (1903, Баку — июнь 1976, Москва) — сотрудник советских органов госбезопасности, начальник Отдела спецзаданий НКВД СССР, министр внутренних дел Туркменской ССР, генерал-майор.

## Биография
Отец — наборщик. Родился в Баку, по национальности русский. Образование — среднее. С января 1919 по сентябрь 1920 помощник заведующего библиотечным сектором Наркомпроса Туркестанской республики в г. Ташкенте. С сентября 1920 по май 1921 инспектор-контролёр Военно-продовольственного бюро, Ташкент. Член ВКП(б) с 1939 г.

### Послужной список

#### В РККА
- С мая по 1 ноября 1921 — красноармеец 1 отдельного Кокандского батальона, Коканд.
- С 11 января 1922 по 24 марта 1926 — делопроизводитель, начальник канцелярии, старший агент секретно-оперативной части УГРО, Ташкент (по другим источникам «чекстаж» (сотрудничество с органами госбезопасности) исчисляется с 1922 года[1]).

#### В органах госбезопасности
- С 25 марта 1926 по 19 октября 1929 — сотрудник для поручений, уполномоченный Управления пограничной охраны и войск полномочного представительства (ПП) ОГПУ в Средней Азии.
- С 19 октября 1929 по 28 ноября 1932 — уполномоченный, старший уполномоченный 48 пограничного отряда г. Сарай Комар Таджикской ССР;
- 28 ноября 1932 — 23 ноября 1933 обучался в Высшей пограншколе ОГПУ СССР;
- С 23 ноября 1933 по февраль 1934 — уполномоченный Управления пограничной и внутренней охраны (УПВО) ПП ОГПУ — УНКВД Средней Азии;

Владимир Егнаров и штандартенфюрер Вальдемар Шон на заседании контрольно-пропускной комиссии по эвакуации беженцев. Варшава, 1940 год.

- С февраля 1934 по 1 декабря 1937 — инспектор УПВО НКВД Таджикской ССР;
- С 1 декабря 1937 по 11 декабря 1938 — начальник штаба 48 пограничного отряда, Кировобад;
- С 11 декабря 1938 по 11 июня 1939 — комендант участка 23 пограничного отряда, Каменец-Подольск;
- С 11 июня 1939 по 25 марта 1940 — начальник 3 отделения разведывательного отдела погранвойск НКВД Киевского округа;
- С 25 марта 1940 по 15 августа 1940 — начальник 5 отдела и заместитель начальника погранвойск НКВД Западного округа по разведке (г. Львов);
- В феврале 1939 и августе 1940 был в командировках в Польше. 29—31 марта 1940 вёл переговоры в Кракове с Германской контрольно-пропускной комиссией об эвакуации беженцев. Германскую сторону представляли глава Краковского регионального управления О. Г. Вехтер, майор жандармерии Г. Фладе и два представителя министерства иностранных дел, в немецкую делегацию также входил и гауптштурмфюрер СС К. Лишка, который, однако, в официальной части встречи участия не принимал[2].
- С 15 августа 1940 по 15 апреля 1941 — начальник 5 отдела и заместитель начальника управления погранвойск НКВД УССР;
- С 1 апреля 1941 по 1 октября 1941 — слушатель Высшей спецшколы Генштаба Красной Армии;
- С 1 октября 1941 по 1 января 1943 — начальник разведывательного отдела штаба 56 армии Южного фронта. Одной из первых групп активной разведки (ДРГ), подготовленной при участии В. С. Егнарова, в октябре 1941[3] года был уничтожен в районе ст. Пензенской командир 198-й немецкой пехотной дивизии генерал-лейтенант Бук[4].
- С 1 января 1943 по 4 мая 1943 — начальник разведывательного отдела и зам начальника штаба 18 десантной армии Северо-Кавказского фронта.
- С 4 мая 1943 по 1 декабря 1944 — начальник разведывательного отдела и заместитель начальника Главного управления войск НКВД по охране тыла Действующей Красной Армии;
- С 5 декабря 1944 по 1 ноября 1946 — начальник Отдела спецзаданий НКВД СССР. Отдел спецзаданий образован 5 декабря 1944 года и расформирован 20 декабря 1946[5]. Основная задача — оказание помощи национально-освободительному движению мусульман Синьцзяна. Под псевдонимом «Иван Иванович» был советником при правительстве Восточно-Туркестанской республики (г. Кульджа, Синьцзян)[6].
- С 14 ноября 1946 по 25 июня 1948 — Министр внутренних дел Туркменской ССР;
- С 25 июня 1948 по 20 апреля 1949 — выполнял спецзадания Комитета информации при Совете Министров СССР;
- С 20 апреля 1949 по 22 сентября 1950 — заместитель начальника Главного управления по борьбе с бандитизмом (ГУББ) МВД СССР;
- С 22 сентября 1950 по 8 июня 1951 — начальник Управления охраны и заместитель начальника ГУЛАГа МВД СССР;
- С 4 июля 1951 по 8 августа 1955 — заместитель начальника Управления охраны ГУЛАГа МВД СССР;
- С 8 августа 1955 по 28 мая 1956 — начальник Режимно-оперативного отдела ГУЛАГа МВД СССР;

Уволен по болезни приказом МВД СССР № 535 от 16 июля 1956.
Находясь на пенсии, с сентября 1957 по март 1959 работал и. о. старшего научного сотрудника ВНИИ консервной и овощесушильной промышленности Минпищепрома СССР в Москве, с февраля 1961 по ноябрь 1964 — инженер-экономист ЦНИИ консервной и овощесушильной промышленности в Москве.
Похоронен на Преображенском кладбище в Москве, вместе с ним жена, Галина Савельевна Егнарова (1914—1997).

## Воинские звания
- 20 июня 1936[7] — капитан;
- 27 августа 1939[8] — майор;
- 17 марта 1940[9] — полковник;
- 20 декабря 1943 — генерал-майор.

## Награды
- 11 декабря 1932 — орден Трудового Красного Знамени Таджикской ССР (№ 207);
- 16 марта 1943 — орден Красной Звезды.
- 22 августа 1944 — орден Отечественной войны 1 степени;
- 3 ноября 1944 — орден Красного Знамени (за выслугу лет);
- 12 мая 1945 — орден Ленина (за выслугу лет);
- 31 августа 1946 — орден Ленина (за выполнение специального задания правительства в Синьцзяне);
- 20 марта 1952 — орден Красного Знамени;
- 8 медалей;
- 15 февраля 1941 — знак «Заслуженный работник НКВД».